# ماساتسا
ماساتسا (بالإيطالية: Massazza)‏ هي بلدية في مقاطعة بييلا في إقليم بييمونتي في إيطاليا.

## السكان
في سنة 1861 بلغ عدد السكان 429 نسمة، وتطور العدد ليصل في سنة 2011 لـ 542 نسمة.
يظهر هذا المخطط البياني تطور النمو السكاني لـ ماساتسا

## أعلام
- بيترو ليون